# Antoni Nowak (1874–1957)
Antoni Nowak (ur. 30 maja 1874, zm. 4 lutego 1957 w Harcie) – polski rolnik, nauczyciel, rzeźbiarz ludowy ze wsi Harta, wójt miejscowej gminy.
Był prezesem miejscowego kółka rolniczego i Kasy Stefczyka. Senator II kadencji wybrany w 1928 roku z województwa lwowskiego z listy BBWR.